# 迪昂·布兰奇
迪昂·布兰奇（英語：Deion Branch，1979年7月18日—），已退役美式足球外接手，退役曾前效力于国家橄榄球联盟的新英格兰爱国者队。在进入NFL之前他效力于路易斯维尔大学红雀队，2002年选秀中被爱国者队于第二轮选中。2006年转会至西雅图海鹰队，2010年起回到爱国者队。
2005年第三十九届超级碗比赛中，他以11次接球以及133码的接球码数追平了由原旧金山49人队外接手杰瑞·赖斯（Jerry Rice）与原辛辛那提孟加拉虎队近端锋丹·罗斯（Dan Ross）保持的超级碗接球数纪录。他也因此获得超级碗最有价值球员，成为1989年杰瑞·赖斯获此荣誉后首位获超级碗MVP的外接手。